# Bučkovići na Bezujanci
Bučkovići na Bezujanci su naseljeno mjesto u općini Čajniču, Republika Srpska, BiH. Nalazi se na sjevernoj obali rječice Bezujanke, nedaleko od ušća u Janjinu.
U općini Čajniču postoje dva naselja imena Bučkovići. Oba pripadaju dostavnoj pošti Miljenom. Radi razlikovanja, 1955. Bučkovići na rječici Bezujanci, koji su bliže Miljenome, preimenovani su u Bučkoviće na Bezujanci.

## Stanovništvo
| Narod     | Popis 1961. | Popis 1971. | Popis 1981. | Popis 1991. |
| --------- | ----------- | ----------- | ----------- | ----------- |
| Hrvati    |             | 1           |             |             |
| Muslimani | 13          | 28          | 26          | 42          |
| Srbi      | 58          | 41          | 57          | 62          |
| ostali    | 1           |             | 2           | 1           |
| Ukupno    | 72          | 70          | 85          | 105         |